# Vít Ryšánek
Vít Ryšánek (* 1942, Grymov) je český spisovatel a informatik.

## Biografie
V Přerově absolvoval střední průmyslovou školu a pak v Praze strojní fakultu ČVUT. Zaměstnám byl většinou ve zdravotnictví. V roce 1980 byl vyznamenán za úspěšnou aplikaci počítačů v klinické biochemii. Prosadil první nasazení počítače v Národním divadle v Praze.
Jeho publikace v odborném tisku se týkaly vesměs využití počítačů ve zdravotnictví. Napsal knihu Soutoky řek na území Čech, Moravy a Slezska (Libri 2006) a knížky veršů Rýmy skoro všude (2010), Rýmy skoro vždycky (2013) a Rýmy vědami cinklé (2017). Agentura Dobrý den v Pelhřimově na jeho jméno osvědčuje rekord v počtu osobně navštívených soutoků řek a největší sbírku pohlednic s vyobrazením mostů.